# Kadmium oranžové
Kadmium oranžové je název pro barvu typu oleje či tempery. Jak již název napovídá, jedná se o „oranžovou“ barvu. Její číselný kód je 1012 a chemicky se jedná o sulfid kademnatý a sulfoselenid kadmia.